# Островы (Червенский район)
Островы (бел. Астравы) — деревня в Червенском сельсовете Червенского района Минской области.

## География
Располагается в 2 километрах к северо-западу от райцентра, в 60 км от Минска, к северу от автодороги M4 Минск—Могилёв.

## История
На 1858 год упоминаются как деревня в составе Игуменского уезда Минской губернии, входившая в состав имения Натальевск, принадлежавшего помещику И. Булгаку, здесь проживали 70 человек. На 1870 год деревня входила в Городищанскую сельскую громаду, тогда же она относилась к Игуменскому православному приходу. По данным Переписи населения Российской империи 1897 года деревня относилась к Гребёнской волости, здесь было 20 дворов, проживали 187 человек. На начало XX века 30 дворов, где жили 227 человек. На 1917 год здесь был 31 двор и 265 жителей. С февраля по декабрь 1918 года деревня была оккупирована немцами, с августа 1919 по июль 1920 — поляками. 20 августа 1924 года вошла в состав вновь образованного Войниловского сельсовета Червенского района Минского округа (с 20 февраля 1938 — Минской области). По переписи населения СССР 1926 года насчитывалось 33 двора и 204 жителя. Во время Великой Отечественной войны деревня была оккупирована немецко-фашистскими захватчиками в июле 1941 года, с фронта не вернулись 32 её жителя. Вблизи деревни шли бои, погибшие в результате которых советские солдаты были похоронены на деревенском кладбище в двух братских могилах. Освобождена в июле 1944 года. В 1958 году в честь похороненных в братских могилах солдат был поставлен памятник-обелиск. На 1960 год в деревне было 226 жителей. В 1966 году в черту Островов был включен посёлок Белсельхозтехника. В 1980-е годы деревня входила в состав колхоза «Большевик». На 1997 год насчитывалось 273 домохозяйства, проживали 852 человека. В этот период в Островах функционировали червенские районные сельскохозяйственные объединения «Сельхозтехника» и «Сельхозхимия», «Агропромснаб», имелись мастерские, столовые.  С 30 октября 2009 года в составе Червенского сельсовета.

## Инфраструктура
На 2013 год в Островах функционируют ОАО «Червенский райагросервис», ООО «Завод автокранов», действует межшкольный учебно-производственный комбинат трудового обучения и профессиональной ориентации учащихся Червенского района, а также библиотека и 2 магазина.

## Население
- 1858 — 70 жителей
- 1897 — 20 дворов, 187 жителей
- начало XX века — 30 дворов, 227 жителей
- 1917 — 31 дворов, 265 жителей
- 1926 — 33 двора, 204 жителя
- 1960 — 226 жителей
- 1997 — 273 двора, 852 жителя
- 2013 — 261 двор, 738 жителей